# 龍仁インターチェンジ
龍仁インターチェンジ（ヨンインインターチェンジ）は大韓民国京畿道龍仁市処仁区にある嶺東高速道路のインターチェンジである。

## 歴史
- 1971年12月1日 - 開設[1]

## 周辺
- ●龍仁軽電鉄屯田駅
- ●龍仁軽電鉄洑坪駅

## 隣
嶺東高速道路
(15) 西龍仁JCT - (17) 龍仁IC - 龍仁SA - (18) 龍仁JCT